# Fremad Amager

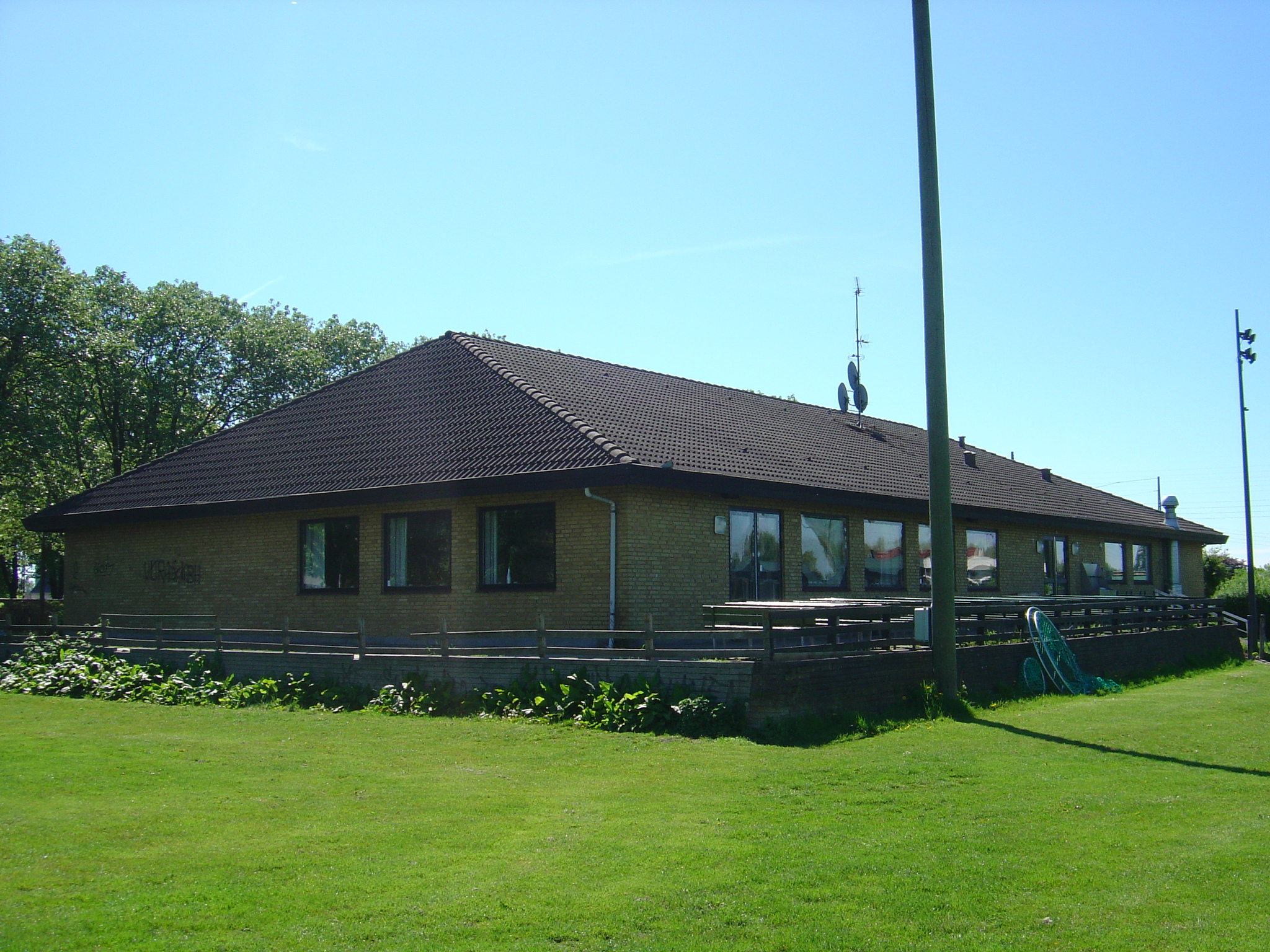
Klub-Wohnung

Fremad Amager ist ein dänischer Fußballverein aus dem Kopenhagener Stadtteil Amager. Der Verein spielte mehrmals in der höchsten dänischen Liga, zuletzt 1994.

## Geschichte
Der 1910 gegründete Verein wurde am 20. März 2007 mit einer 51 %-Beteiligung von Fremad Amager Invest, einer Gruppe um den färöischen Fußballstar Todi Jónsson, übernommen. Ziel war es, spätestens 2010 in der Superliga zu spielen und bis dahin insbesondere den färöischen Fußball zu fördern, indem hier Spieler für eine internationale Karriere vorbereitet werden. Der 35-jährige Jónsson war nicht nur namhafter Investor, sondern auch Feldspieler des Vereins. Die Saison 2006/07 mündete jedoch im Abstieg in die dritte Liga. Als Zweitplatzierter der Ost-Gruppe erreichte Fremad Amager die Playoff-Spiele um den Wiederaufstieg gegen Brabrand IF, diese konnten mit 1:0 und 3:0 gewonnen werden. Daraufhin schloss sich der Verein gemeinsam mit Dragør Boldklub, Kastrup Boldklub und Kløvermarken FB zum FC Amager zusammen, der in der Saison 2008/09 in der zweiten Liga spielte. Im Laufe der Saison musste der Verein jedoch Konkurs anmelden und wurde von der Liga ausgeschlossen. Fremad Amager wurde daraufhin neu in die fünfte Liga eingestuft und schaffte direkt zwei Aufstiege nacheinander, sodass der Verein 2011/12 in der drittklassigen 2. Division Ost spielte. Dort gelang allerdings mit einem 5. Platz kein weiterer Aufstieg.

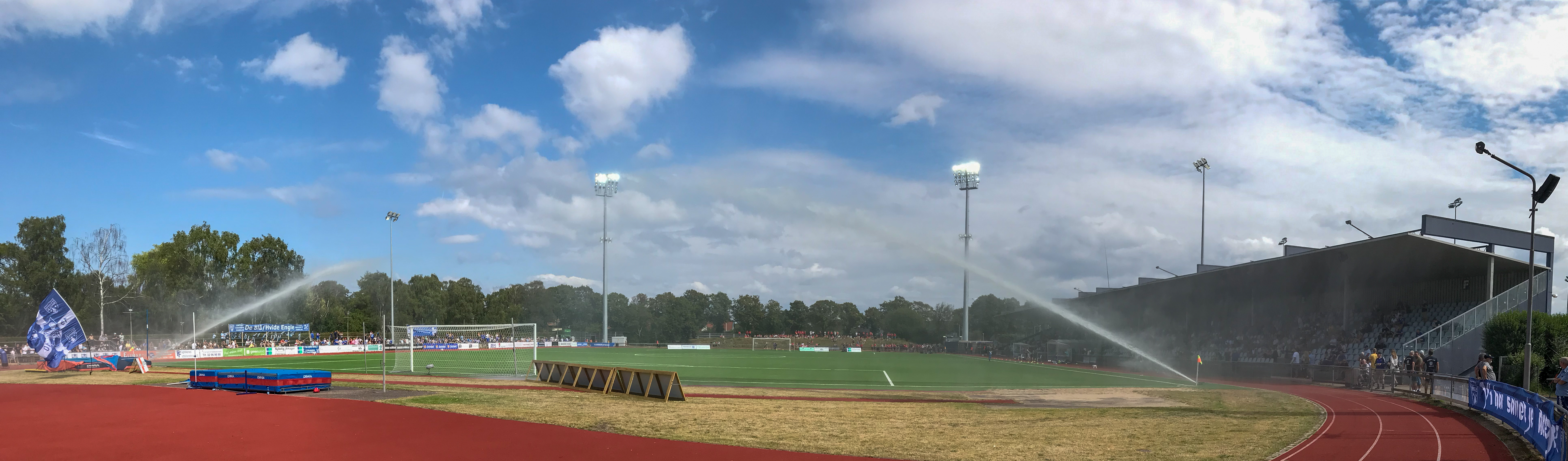
Der Sundby Idrætspark vor der Partie zwischen Fremad Amager und Vejle BK am 1. Spieltag der Saison 2019/2020 in der NordicBet-League

## Sportliche Erfolge

### National
Fremad erreichte 1972 das dänische Pokalfinale. Dort unterlag die Mannschaft Vejle BK mit 0:2.

### Europapokal
Aufgrund der Teilnahme des Pokalsiegers Vejle BK am Europapokal der Landesmeister war Fremad Amager der dänische Vertreter im Europapokal der Pokalsieger der Saison 1972/73. Dort schied das Team aufgrund der Auswärtstorregel bereits in der ersten Runde gegen den albanischen Club KS Besa Kavaja aus.
| Saison  | Wettbewerb                  | Runde    | Gegner         | Gesamt    | Hin     | Rück    |
| ------- | --------------------------- | -------- | -------------- | --------- | ------- | ------- |
| 1972/73 | Europapokal der Pokalsieger | 1. Runde | KS Besa Kavaja | (a)1:1(a) | 1:1 (H) | 0:0 (A) |

Gesamtbilanz: 2 Spiele, 2 Unentschieden, 1:1 Tore (Tordifferenz ±0)